# Kresťanskaja Zastava (stanice metra v Moskvě)
Kresťanskaja Zastava (rusky Крестьянская Застава) je stanice moskevského metra.

## Charakter stanice
Stanice se nachází na Ljublinské lince, je to podzemní trojlodní stanice hluboce (48m pod povrchem) založená s ostrovním nástupištěm. Otevřena byla 28. prosince 1995 jako součást prvního prodloužení nové linky, součást úseku Čkalovskaja – Volžskaja. Její název lze přeložit jako Rolnická základna. Jako obklad prostoru nástupiště stanice byl použit architekty Nikolajem Šumakovem a Natálií Šurjginou hliník a světlý mramor, na sloupech jsou umístěny v prostoru prostupů pak dekorativní mozaiky. Od roku 1997 je stanice přestupní; napojuje se na stanici Proletarskaja na Tagansko-Krasnopresněnské lince.